# Derna
Derna (arabsky درنة‎) je přístavní město v severovýchodní části Libye.

## Historie
Derna byla místem bitvy u Derny v roce 1805, během níž američtí vojáci pod vedením poručíka a bývalého konzula v Tripolisu Williama Eatona, přešli 800 km přes Libyjskou poušť z Alexandrie, dobyli město jako součást tzv. První berberské války (1801–1805).
Od října 1911, kdy zde probíhala italsko-turecká válka, byla okupována Italy. Během druhé světové války získali Dernu Australané, později Němci, v listopadu 1942 Britové.
V listopadu 2014 město ovládli radikální islamisté hlásící se k Islámskému státu. V červnu 2015 byli bojovníci Islámského státu vyhnáni místní islamistickou milicí.

### Bouře Daniel
Dne 10. září 2023 dosáhla středomořská bouře Daniel pevniny poblíž Benghází. Při postupu na východ a jihovýchod způsobila bouře v Derně srážky a extrémní záplavy, což vedlo k vyhlášení stavu nouze v této oblasti. Došlo ke dvěma kolapsům hrází, což způsobilo zatopení města. Po týdnu od zatopení města bylo potvrzeno 3252 mrtvých. Asi 25 % Derny bylo zcela zničeno.